# Øsløs Sogn
Øsløs Sogn er et sogn i Thisted Provsti (Aalborg Stift).
I 1800-tallet var Vesløs Sogn og Arup Sogn annekser til Øsløs Sogn. Alle 3 sogne hørte til Vester Han Herred i Thisted Amt. Øsløs-Vesløs-Arup sognekommune blev ved kommunalreformen i 1970 indlemmet i Thisted Kommune.
I Øsløs Sogn ligger Øsløs Kirke.
I sognet findes følgende autoriserede stednavne:
- Bygholmsvejle (bebyggelse)
- Bærkær (areal, bebyggelse)
- Bøns (bebyggelse)
- Dalbøl (bebyggelse)
- Glombak (vandareal)
- Hingselkær (bebyggelse)
- Holmkær (areal)
- Holmtange (areal)
- Lyngbjerg (areal)
- Overbjerge (bebyggelse)
- Skippergade (bebyggelse)
- Skårup (bebyggelse)
- Skårup Høje (areal)
- Snekkerbjerg (areal)
- Strandkær (areal)
- Søndergårds Mark (bebyggelse)
- Søndergårdsmark (bebyggelse)
- Torsbjerg (areal, bebyggelse)
- Øsløs (bebyggelse, ejerlav)
- Øsløs Kær (bebyggelse)
- Øsløs Mark (bebyggelse)
- Øsløs Strand (bebyggelse)